# الودی فرژه
الودی فرژه (فرانسوی: Élodie Frégé‎؛ زادهٔ ۱۵ فوریهٔ ۱۹۸۲) خواننده و بازیگر اهل فرانسه است. وی از سال ۲۰۰۳ میلادی تاکنون مشغول فعالیت بوده‌است.